# Forty Naughty Girls
Pour plus de détails, voir Fiche technique et Distribution.
Forty Naughty Girls est un film américain réalisé par Edward F. Cline, sorti en 1937.

## Fiche technique
- Titre : Forty Naughty Girls
- Réalisation : Edward F. Cline
- Scénario : John Grey d'après The Riddle of the Forty Naughty Girls de Stuart Palmer
- Costumes : Renié
- Photographie : Russell Metty
- Montage : John Lockert
- Société de production : RKO Pictures
- Pays d'origine : États-Unis
- Format : Noir et blanc - 1,37:1
- Genre : comédie policière
- Date de sortie : 1937

## Distribution
- James Gleason : Inspecteur Oscar Piper
- Zasu Pitts : Hildegarde Withers
- Marjorie Lord : June Preston
- George Shelley : Bert
- Joan Woodbury : Rita Marlowe
- Frank M. Thomas : Jeff Plummer
- Tom Kennedy : Détective Casey
- Alan Edwards (en) : Ricky Rickman
- Stephen Chase : Tommy Washburn
- Eddie Marr : Windy Bennett
- Barbara Pepper : Alice
- Edward LeSaint : coroner (non crédité)
- Frank O'Connor : régisseur (non crédité)
- Leona Roberts : couturière (non créditeé)
- Bud Jamison : portier au théâtre (non crédité)
- Elizabeth Russell : femme regardant Oscar Piper entrer dans le théâtre (non créditée)
- Larry Steers : homme dans le public (non crédité)
- Carl M. Leviness : homme dans le public (non crédité)